# إيست إند ليونز
إيست إند ليونز هو نادي كرة قدم سيراليوني من مدينة فريتاون يشارك في دوري سيراليون الوطني الممتاز، يلعب الفريق مبارياته في الملعب الوطني.